# Великобучковский сельский совет (Харьковская область)
Великобучковский сельский совет — входит в состав Сахновщинского района Харьковской области Украины.
Административный центр сельского совета находится в селе Великие Бучки.

## История
- 1924 — дата образования.

## Населённые пункты совета
- село Великие Бучки